# Кубок обладателей кубков ЕКВ среди женщин 1979/1980
8-й розыгрыш Кубка обладателей кубков ЕКВ среди женщин проходил с 9 декабря 1979 по 9 марта 1980 года с участием 15 клубных команд стран-членов Европейской конфедерации волейбола. Победителем стала венгерская команда «Вашаш-Иззо» (Будапешт).

## Команды-участницы
| Страна       | Команда                            |
| ------------ | ---------------------------------- |
| Австрия      | «Сокол» (Вена)                     |
| Бельгия      | «Темсе» (Темсе)                    |
| Венгрия      | «Вашаш-Иззо» (Будапешт)            |
| Греция       | «Филатлитикос» (Салоники)          |
| Израиль      | «Хапоэль» (Мерхавия)               |
| Испания      | «Корнелья» (Корнелья-де-Льобрегат) |
| Италия       | «Алидея» (Катания)                 |
| Нидерланды   | «Корбуло» (Ворбург)                |
| Португалия   | «Атлетику» (Лиссабон)              |
| Турция       | «Галатасарай» (Стамбул)            |
| Франция      | «АСПТТ Монпелье» (Монпелье)        |
| ФРГ          | «УСК Мюнстер» (Мюнстер)            |
| Чехословакия | «Червена Гвезда» (Братислава)      |
| Швейцария    | «Лозанна» (Лозанна)                |
| Швеция       | «Соллентуна» (Соллентуна)          |
| Югославия    | «Риека» (Риека)                    |

В связи с подготовкой сборных СССР, ГДР, Болгарии и Румынии к Олимпиаде-80 от участия в розыгрыше Кубка отказались команды из этих стран.

## Система проведения розыгрыша
В турнире принимают участие команды 16 стран-членов ЕКВ (представители национальных чемпионатов или Кубков своих стран). Турнир состоит из двух раундов плей-офф и финального этапа. В раундах плей-офф команды делятся на пары и проводят между собой по два матча с разъездами. Победителем пары выходит команда, одержавшая две победы. В случае равенства побед победителем становится команда, имеющая лучшее соотношение партий по сумме обоих матчей. В случае равенства и этого показателя в дальнейшую стадию плей-офф выходит команда, имеющая лучшее соотношение игровых очков (мячей) по сумме матчей.
8 команд-участниц четвертьфинала плей-офф определяют четырёх участников финального этапа.
Финальный этап состоит из однокругового турнира, по результатам которого определяется итоговая расстановка мест.

## 1/8 финала
декабрь 1979
 «Риека» —  «Вашаш-Иззо» (Будапешт)
9 декабря. 0:3 (13:15, 6:15, 0:15).
.. декабря. 0:3 (1:15, 4:15, 5:15).
 «Червена Гвезда» (Братислава) —  «Сокол» (Вена)
9 декабря. 3:0 (15:4, 15:7, 15:10).
16 декабря. 3:0.
 «УСК Мюнстер» (Мюнстер) —  «Филатлитикос» (Салоники)
9 декабря. 3:0 (15:1, 15:3, 15:2).
16 декабря. 3:0 (15:5, 15:3, 15:3).
 «Корбуло» (Ворбург) —  «АСПТТ Монпелье» (Монпелье)
9 декабря. 3:1 (15:4, 15:12, 11:15, 15:4).
16 декабря. 3:1 (15:2, 15:4, 13:15, 15:5).
 «Алидея» (Катания) —  «Хапоэль» (Мерхавия)
9 декабря. 3:0 (15:7, 15:9, 15:4).
.. декабря. 3:0.
 «Корнелья» (Корнелья-де-Льобрегат) —  «Лозанна»
9 декабря. 1:3 (15:7, 8:15, 11:15, 10:15).
16 декабря. 3:0 (15:13, 15:13, 15:1).
 «Соллентуна» —  «Атлетику» (Лиссабон)
9 декабря. 3:0 (15:2, 15:2, 15:5).
15 декабря. 3:0 (15:2, 15:9, 15:7).
 «Темсе» —  «Галатасарай» (Стамбул)
Отказ «Галатасарая».

## Четвертьфинал
январь 1981
 «Вашаш-Иззо» (Будапешт) —  «Червена Гвезда» (Братислава)
9 февраля. 3:0 (15:5, 16:14, 15:6).
16 февраля. 3:0 (15:7, 15:11, 15:9).
 «УСК Мюнстер» (Мюнстер) —  «Корбуло» (Ворбург)
9 февраля. 3:0 (15:11, 15:8, 15:10).
16 февраля. 2:3 (15:10, 11:15, 5:15, 15:9, 4:15).
 «Корнелья» (Корнелья-де-Льобрегат) —  «Алидея» (Катания)
9 февраля. 0:3 (3:15, 8:15, 13:15).
17 февраля. 0:3 (5:15, 5:15, 9:15).
 «Соллентуна» —  «Темсе»
9 февраля. 3:1 (13:15, 15:10, 15:2, 15:0).
17 февраля. 3:1 (15:17, 15:8, 15:12, 15:7).

## Финал четырёх
7—9 марта 1980.  Ворбург.
Участники:
 «Вашаш-Иззо» (Будапешт)

 «Алидея» (Катания)

 «УСК Мюнстер» (Мюнстер)

 «Соллентуна» (Соллентуна)

### Результаты
| М | Команда                 | 1   | 2   | 3   | 4   | И | В | П | С/П | О |
| - | ----------------------- | --- | --- | --- | --- | - | - | - | --- | - |
| 1 | «Вашаш-Иззо» (Будапешт) |     | 3:0 | 3:0 | 3:0 | 3 | 3 | 0 | 9:0 | 6 |
| 2 | «УСК Мюнстер» (Мюнстер) | 0:3 |     | 3:1 | 3:0 | 3 | 2 | 1 | 6:4 | 5 |
| 3 | «Алидея» (Катания)      | 0:3 | 1:3 |     | 3:1 | 3 | 1 | 2 | 4:7 | 4 |
| 4 | «Соллентуна»            | 0:3 | 0:3 | 1:3 |     | 3 | 0 | 3 | 1:9 | 3 |

|       |                          |     |         |        |        |        |  |
|       |                          |     |         |        |        |        |  |
| 7.03. | Вашаш-Иззо — Соллентуна  | 3:0 | (15:7,  | 15:9,  | 15:0)  |        |  |
| 7.03. | УСК Мюнстер — Алидея     | 3:1 | (15:6,  | 15:8,  | 12:15, | 15:13) |  |
| 8.03. | УСК Мюнстер — Соллентуна | 3:0 | (15:9,  | 15:4,  | 15:10) |        |  |
| 8.03. | Вашаш-Иззо — Алидея      | 3:0 | (15:5,  | 15:7,  | 15:11) |        |  |
| 9.03. | Алидея — Соллентуна      | 3:1 | (15:9,  | 10:15, | 15:6,  | 15:7)  |  |
| 9.03. | Вашаш-Иззо — УСК Мюнстер | 3:0 | (16:14, | 15:9,  | 15:13) |        |  |

### Итоги

#### Положение команд
| «Вашаш-Иззо» (Будапешт)      |
| «УСК Мюнстер» (Мюнстер)      |
| «Алидея» (Катания)           |
| 4. «Соллентуна» (Соллентуна) |